# オピニオン (企業)
株式会社オピニオンは、日本の人材派遣業界の関連企業。
人材派遣業界唯一の専門情報誌である「月刊人材ビジネス」の発行や、派遣スタッフ募集サイト大手の「派遣ジョブ」の運営などを行っていた。またそれ以外に、一般労働者派遣事業を営むにあたり派遣元責任者に受講が義務付けられている「派遣元責任者講習」の実施、派遣会社向けの各種コンサルティングなども行っていた。2018年4月にすべての業務を終了。

## 沿革
- 1986年3月 東京都港区で創業
- 1986年4月 「月刊人材派遣」創刊準備号を発刊
- 1986年7月 「月刊人材派遣」正式創刊
- 1995年8月 「月刊人材派遣」の誌名を「月刊人材ビジネス」に改称
- 2000年3月 派遣スタッフ募集サイト「LAVARO」（現在の「派遣ジョブ」）を開設
- 2001年4月 子会社として「株式会社オーピーエヌ」を設立、派遣ジョブの運営・ビジネス研修事業等を分社化
- 2008年2月 株式会社オーピーエヌを吸収合併
- 2017年8月 株式会社オーピーエヌ（※上記とは別会社）に「月刊人材ビジネス」の出版販売その他すべての権利を譲渡
- 2018年4月 すべての業務を終了